# M30 (Mashreq)
De M30 is een primaire oost-westroute in het Internationaal wegennetwerk van de Arabische Mashreq, die door West-Irak en het oostelijke Middellandse Zeegebied loopt. De weg begint in Al Rutbah en loopt daarna via Damascus en Masnaa naar Beiroet. Daarbij voert de weg door drie landen, namelijk Irak, Syrië en Libanon.

## Nationale wegnummers
De M30 loopt over de volgende nationale wegnummers, van oost naar west:
| Nummer  | Tracé              |
| Irak    | Irak               |
| ------- | ------------------ |
| 11      | Al Rutbah - Syrië  |
| Syrië   |                    |
| 2       | Irak - Damascus    |
| 1       | Damascus - Libanon |
| Libanon |                    |
| ?       | Syrië - Beiroet    |

M5 · 
M7 · 
M9 · 
M10 · 
M15 · 
M20 · 
M25 · 
M30 · 
M35 · 
M40 · 
M45 · 
M47 · 
M50 · 
M51 · 
M55 · 
M60 · 
M65 · 
M67 · 
M70 · 
M75 · 
M80 · 
M90 · 
M100